# Peter Thomson
Peter Thomson, född 23 augusti 1929 i Brunswick i Melbourne, Victoria, död 20 juni 2018 i Melbourne, var en australisk golfspelare. Thomson blev mest känd för sina fem majorsegrar i The Open Championship 1954, 1955, 1956, 1958 och 1965. Han var den ende spelaren som vann The Open tre år i rad under 1900-talet.
Thomson blev professionell 1949 och var en framgångsrik spelare över hela världen. Han vann nationella mästerskap i tio länder, bland annat New Zealand Open som han vann tre gånger. Han spelade inte ofta i USA och han vann bara en tävling på PGA-touren. Hans bästa resultat i de amerikanska majortävlingarna var en fjärde plats 1956 i US Open. Hans segrar i Asien anses ha bidragit till utvecklingen av golfen på Asian Tour och att höja statusen på dessa.
Thomson hade en framgångsrik seniorkarriär. 1985 vann han nio gånger på Senior PGA Tour i USA och vann penningligan. Hans sista seger kom 1988 i British PGA Senior Tournament. Han var ordförande i Australian PGA från 1962 till 1994 och var 1996, 1998 och 2000 icke spelande kapten för det internationella laget som vann Presidents Cup.
Thomson var banarkitekt och har ritat ett 30-tal golfbanor, framförallt i Japan. Han besökte Sverige 1960 och spelade uppvisningstävlingar på Djursholms GK (70 slag), Göteborgs GK (70), Halmstad GK (67), Rya GK (72) och Falsterbo GK (68).

## Majorsegrar
- 1954 The Open Championship
- 1955 The Open Championship
- 1956 The Open Championship
- 1958 The Open Championship
- 1965 The Open Championship

## Övriga segrar
- 1950 New Zealand Open
- 1951 Australian Open, New Zealand Open
- 1953 New Zealand Open, New Zealand Professional
- 1956 Texas International Open
- 1960 Hong Kong Open
- 1963 India Open
- 1964 Philippines Open
- 1965 Hong Kong Open
- 1967 Hong Kong Open
- 1976 India Open

## Seniorsegrar
- 1984 WBTV World Seniors Invitational, General Foods PGA Seniors Championship
- 1985 Vintage Invitational,  American Golf Carta Blanca Johnny Mathis,  MONY Senior Tournament of Champions,  Champions Classic,  Senior Players Reunion Pro-Am,  MONY Syracuse Senior Classic,  du Maurier Champions,  United Virgina Bank Seniors,  Suntree Senior Classic.
- 1988 British Seniors Championship

## Utmärkelser
- 1988 World Golf Hall of Fame
- Commander of the British Empire